# Liposolubilità
La liposolubilità è la solubilità di una sostanza chimica nei lipidi. Due esempi di sostanze altamente liposolubili sono il petrolio ed il tetraidrocannabinolo (il THC, sostanza attiva della Cannabis). Le sostanze molto liposolubili vengono spesso definite come idrofobe, dato che non si sciolgono nell'acqua.
La liposolubilità è direttamente proporzionale alla frazione di atomi di carbonio sul totale di una molecola, ed inversamente proporzionale a quella di eteroatomi. La farmacocinetica è altamente influenzata da questa proprietà: un farmaco ad esempio può essere assorbito più rapidamente nell'intestino, oppure riuscire ad entrare nel sistema nervoso centrale grazie ad un'elevata liposolubilità.
Le vitamine liposolubili per eccellenza sono le vitamine A, D, E, K.